# Síol Anmchadha
Le Síol Anmchadha était un petit royaume et une seigneurie d'Uí Maine,  gouverné par une branche de l'Uí Maine le  Síol Anmchadha (c'est-à-dire: la semence d'Anmchadh). La lignée dirigeante prend au XIIe siècle le nom de O' Madden.

## Histoire
Dans leur plus grande expansion, les Rois de Síol Anmchadha (en), ont gouverné toutes les terres sur la rive ouest de Lough Derg (Shannon) aussi loin au sud que le comté de Thomond ; la terre entre les rivières Shannon et  Suck; et une bande de terre, connue sous le nom de Lusmagh, à travers le Shannon au Munster, en direction de Birr dans le comté d'Offaly. Les Annales citent comme premiers rois Caipre & Fergus. 
La dynastie régnante nommée à l'origine Ó Dúnadhaigh (anglais: O' Downey)  prend plus tard au XIIe siècle le nom de Ó Madadháin, anglicisé comme Maddan ou O'Madden. À la fin de l'ère médiévale, ils étaient parfois des vassaux des Comtes d'Ulster et de leurs successeurs, les Clanricardes. Les Ua Braonain de Siol Anmchadha proches parents des O' Madden s'étaient établis dans la baronnie de Longford du comté de Galway.
En 1651, la région est incorporée dans le  Royaume d'Irlande, et les domaines des O' Madden, O' Kelly, Burke et autres familles confisqués lors de la  conquête cromwellienne de l'Irlande en particulier, en faveur des deux frères anglais John Eyre et Edward Eyre. Eyrecourt originellement dénommé Dún an Uchta est rebaptisé d'après eux  et leurs descendants deviennent Baron Eyre (en). Le nom Síol Anmchadha survit actuellement dans celui de la localité de Baile Mór Síol Anmchadha, le nom irlandais de Lawrencetown (en) dans le comté de Comté de Galway.